# Karl Ludwig Pichler
Karl Ludwig  Pichler (* 19. September 1830; † 14. September 1911) war ein deutscher Anglist und Romanist.

## Leben und Werk
Pichler studierte von 1848 bis 1852 an der Universität Tübingen. Er war Gymnasiallehrer in Wittstock (1863), Chur (1865) und Winterthur (1871). Von 1879 bis 1900 war er außerordentlicher Professor und Leiter des Praktischen Seminars für neuere Sprachen  (Französisch und Englisch) der Universität Gießen. Dann lebte er in Friedrichshafen.